# Хохітва
Хохітва, стрепет (Tetrax tetrax) — птах родини Дрохвових, єдиний представник роду хохітва (Tetrax). Довжина до 50 см, вага до 1 кг. В Україні рідкісний гніздовий, зимуючий птах.

## Ареал виду та поширення в Україні
Ареал цього птаха займає північний захід Африки, південь Європи, Центральну Азію; південні популяції осілі, північні зимують від північний захід Африки до Центральної Азії. В Україні: осілий на Керченському півострові; мігрує та зимує в Присивашші, Степовому Криму, Північно-західному Приазов'ї.

## Чисельність і причини її зміни
Колись дуже численний на суцільних степах України, але з розорюванням їх майже зник. В Україні у гніздовий період — 30—50 ос. (можливе гніздування 5—7 самок), взимку загальна чисельність, ймовірно, сягає 70-80 ос. Світова популяція нараховує 100 тис. ос. Чинники зменшення чисельності: втрата біотопів, знищення гнізд під час випасання худоби та сінокосіння, розлякування птахів, зростання кількості здичавілих собак та воронових птахів, вилучення з природи кладок та виводків, відстріл дорослих птахів.

## Особливості біології

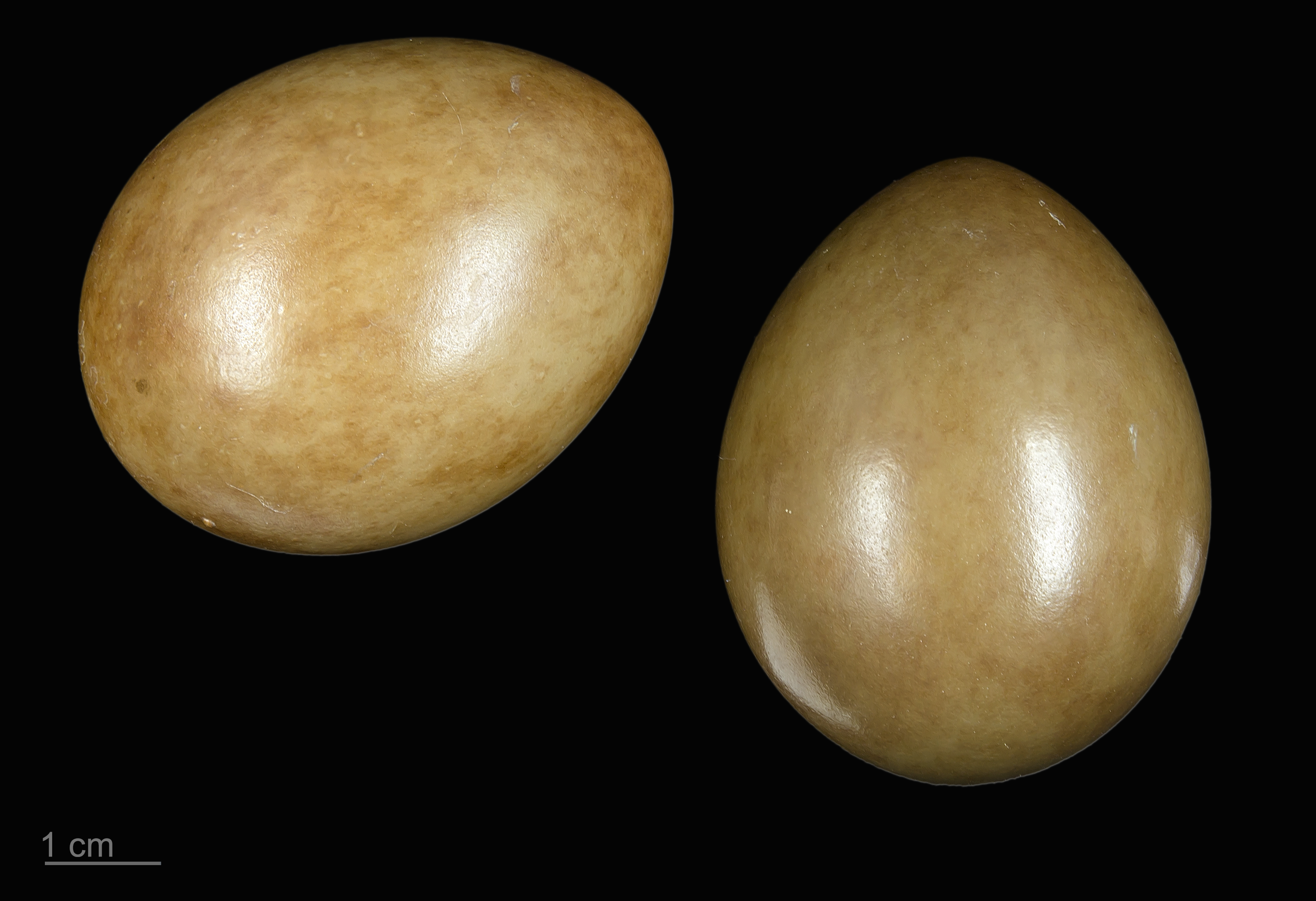
Яйця хохітви в оологічній колекції, Тулузький музей

Оселяється на ділянках цілинних степів, пасовищ, перелогів з низьким помірно розрідженим травостоєм. З початку квітня самці розподіляються по гніздових територіях і токують до кінця червня. Моногам. Гніздо — неглибока ямка в ґрунті з невеликою кількістю вистілки з сухих трав'яних рослин. Відкладання яєць відбувається з кінця квітня до кінця травня. У кладці 3–4 яйця. Тривалість інкубації 20–28 діб. Підйом на крило у віці 25–30 діб.
Статева зрілість з 2 року, у самок можливо з 1 року.
Живляться головним чином вегетативними частининами, квітами та зернами трав'яних рослин; у гніздовий період переважають безхребетні.

## Охорона
Вид занесено до Європейського червоного переліку, включено до Червоної книги України (1994, 2009), до Конвенції з міжнародної торгівлі вимираючими видами дикої фауни і флори (CITES) (Додаток ІІ) та Бернської (Додаток ІІ) конвенцій. В Україні гніздиться поза межами природоохоронних територій через відсутність розрідженого невисокого травостою, який підтримується дикими копитними або помірним випасанням худоби. Необхідно: створити відповідні умови у степових заповідниках та додаткові охоронні території на Керченському півострові; знищувати здичавілих собак та воронових птахів; заборонити полювання в місцях поширення виду на Керченському півострові; посилити контроль за полюванням у Північно-західному Приазов'ї та на Сиваші; запобігати вилучення кладок та виводків.